# Adolis García
José Adolis García Arrieta, biệt danh "El Bombi", (sinh ngày 2 tháng 3 năm 1993) là một cầu thủ bóng chày chuyên nghiệp người Cuba chơi cho câu lạc bộ Texas Rangers thuộc Giải bóng chày nhà nghề Mỹ (MLB). Trước đó anh đã từng thi đấu tại MLB cho St. Louis Cardinals, ở Nippon Professional Baseball (NPB) trong màu áo Yomiuri Giants và ở giải vô địch quốc gia Cuba cho Tigres de Ciego de Ávila . García đã hai lần được đề cử dự trận All-Star Major League Baseball vào năm 2021 và 2023, cũng như giành chức vô địch World Series 2023 cùng Rangers, giành danh hiệu MVP Serie tranh vô đich American League và lập kỷ lục trong một kì playoff duy nhất ghi được 22 RBI trong suốt hành trình vô địch cùng CLB.

## Sự nghiệp

### Sự nghiệp trước khi sang Mĩ
García đã chơi cho Tigres de Ciego de Ávila của giải VĐQG Cuba từ năm 2011 đến năm 2016.. García đã chơi cho đội tuyển quốc gia Cuba tại Đại hội thể thao toàn châu Mỹ năm 2015 .
Vào ngày 20 tháng 4 năm 2016, García đã ký hợp đồng đầu quân Yomiuri Giants tại Nippon Professional Baseball, một trong những giải đấu có thỏa thuận để nhà nước Cuba cho phép cầu thủ tới thi đấu hợp pháp. Anh thi đấu bốn trận trên đội một Kyojin và không để lại nhiều ấn tượng.
Ngày 20 tháng 8 năm 2016, García đào tẩu sang Mỹ trên đường về Cuba khi quá cảnh tại Pháp. Vì không đào ngũ trong quá trình phục vụ đội tuyển quốc gia, về lý thuyết García vẫn được phép phục vụ tại đội tuyển Cuba trong tương lai.

### St. Louis Cardinals
García đầu quân cho St. Louis Cardinals vào tháng 2 năm 2017, với hợp đồng kèm suất tham gia kì huấn luyện mùa xuân cùng đội một. Anh đã dành cả mùa giải 2017 ở các đội hạng dưới Springfield Cardinals của Giải bóng chày Texas (hạng 2A) và Memphis Redbirds của Giải bóng chày Bờ biển Thái Bình Dương (hạng 3A), đạt tỉ lệ hit là 0,290 với 15 lần home run và đánh về 65 điểm (RBI).

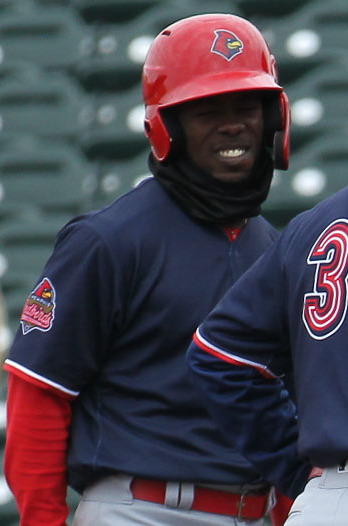
García trong màu áo Memphis Redbirds

García bắt đầu mùa giải 2018 ở Memphis. Anh được đôn lên ra mắt đội một vào ngày 6 tháng 8. Trong 112 trận đấu cho Memphis, anh đạt tỷ lệ hit .256 với 22 home run, 71 RBI và 10 lần cướp chốt . Trong 21 trận đấu cho đội một St. Louis, anh đã ghi được hai hit, một trong số đó là một hit 2 chốt và một RBI trong 17 lần lên đánh .
García bị chỉ định chuyển nhượng vào ngày 18 tháng 12 năm 2019.

### Texas Rangers
Vào ngày 21 tháng 12 năm 2019, García đã chuyển với Texas Rangers trong một thương vụ để đổi lấy tiền mặt. Vào năm 2020 trong màu áo Rangers, García chỉ ghi được sáu lần lên đánh bóng và không có hit nào.

#### 2021
Vào ngày 10 tháng 2 năm 2021, García bị chỉ định chuyển nhượng sau khi Rangers chính thức ký hợp đồng với Mike Foltynewicz. Vào ngày 12 tháng 2, García không bị đội nào lấy và được mời tham gia huấn luyện mùa xuân với tư cách là ngoài biên chế đội một.
Vào ngày 13 tháng 4 năm 2021, García được đôn lên đội một Rangers sau khi Ronald Guzmán phải vào danh sách chấn thương. García được vinh danh là Tân binh của tháng của chi giải American League (AL) vào tháng 5 năm 2021 sau khi đạt tỷ lệ hit 0,312 với tỷ lệ đánh xa 0,633 và 11 home run. García được chọn làm cầu thủ dự bị cho đội American League tại Trận đấu toàn sao MLB năm 2021, và ghi một hit 2 chốt trong hai lần lên đánh trong trận đấu. Kết thúc mùa giải 2021, García đạt thông số đánh bóng 0,243/0,286/0,454/0,740 và dẫn đầu tất cả các tân binh với 90 RBI và 59 hit thêm chốt. Anh cũng đánh được 31 home run và đồng dẫn đầu AL với 16 pha kiến tạo phòng ngự.

#### 2022
Trong hơn 156 trận đấu cho Texas vào năm 2022, García đạt thông số 0,250/0,300/0,456/0,756 với 27 home run, đánh về 101 điểm và 25 lần cướp chốt.

#### 2023
Vào ngày 22 tháng 4 năm 2023, trong trận đấu với Oakland Athletics, García đã có năm hit, bao gồm hai hit 2 chốt và ba home run, và đánh về tổng cộng 8 điểm. Qua đó, anh đã trở thành người thứ tư trong lịch sử MLB đánh được ba cú homerun và hai hit 2 chốt trong một trận đấu. García một lần nữa được chọn làm cầu thủ dự bị cho AL trong Trận đấu toàn sao MLB năm 2023. Vào ngày 8 tháng 9, García bị căng gân xương bánh chè ở đầu gối phải nhưng chỉ vắng mặt 10 trận đấu. Trong tổng số 148 trận đấu vào mùa giải 2023, García đạt thông số 0,245/0,328/0,508/0,836 với 39 mùa giải, 107 RBI và 9 lần cướp chốt.

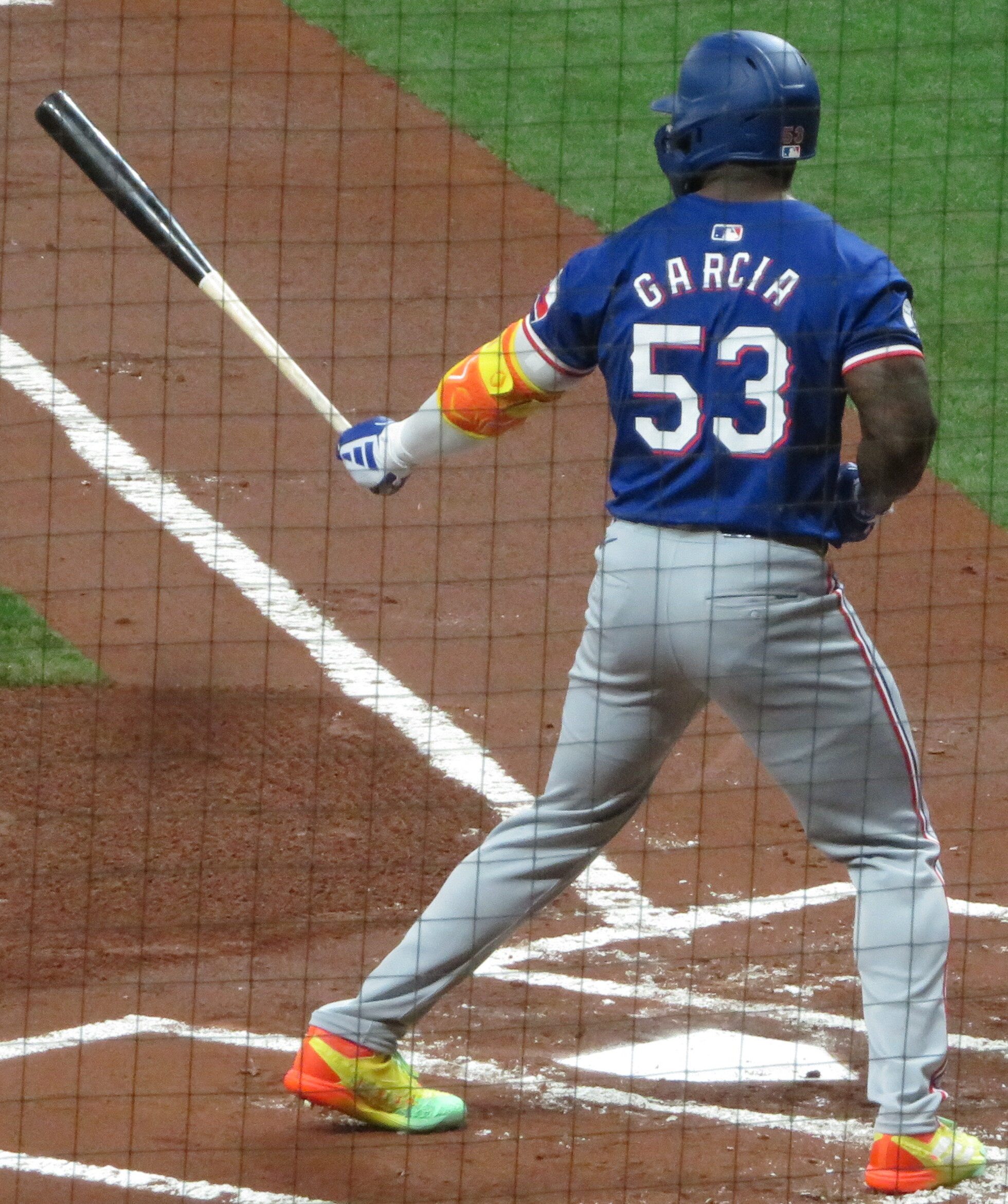
Garcia trong màu áo Texas Rangers

Vào năm 2023, mặc dù Rangers để mất ngôi đầu bảng đấu vào tay Houston Astros vào ngày cuối cùng của mùa giải, Rangers đã đánh bại lần lượt Rays và Orioles để giành quyền vào Serie tranh vô đich AL (ALCS) với Houston. Trong bốn lượt trận cuối cùng của serie, García đã ghi 5 home run. Trong lượt trận thứ 5, García đã đánh cú home run 3 điểm giúp thay đổi thế trận và đưa Texas lên dẫn trước 4-2. Nhưng vào cuối hiệp 8, Garcia đã ở trở thành tâm điểm một tình huống xô xát tập thể, sau khi phản ứng khi bị Bryan Abreu ném bóng thẳng trúng người (Abreu sau đó bị đuổi khỏi sân và bị phạt tiền), và Houston sau đó giành chiến thắng với tỉ số 5-4. Trong lượt trận thứ 6 ở Houston, với Texas trong thế phải thắng, anh ấy đã đánh một cú grand slam (home run tối đa 4 điểm) ở đầu hiệp thứ chín mặc dù đã bị strike-out bốn lần trước đó. Trong lượt trận thứ 7 quyết định, Texas thắng áp đảo 11-4, trong khi García hai lần ghi home run và đánh về 5 điểm (RBI). Với việc đánh về 15 điểm trong suốt serie, García đã lập kỷ lục về số RBI trong một vòng đấu playoff và được vinh danh là Cầu thủ xuất sắc nhất ALCS . Trong Lượt trận 1 của World Series 2023 đấu với Arizona Diamondbacks, García đã đánh cú home run ấn định chiến thắng (walk-off) trước Miguel Castro ở cuối hiệp thứ 11. Qua đó García đã phá kỷ lục các mùa playoff với 22 RBI trong suốt hành trình playoff 2023 với Rangers. García bị căng cơ liên sườn phải vào cuối lượt trận 3 và phải nghỉ thi đấu hai lượt trận sau đó, để cuối cùng cùng Texas đã giành chức vô địch World Series 2023 sau 5 lượt trận. García đã giành được Giải thưởng Găng tay vàng của AL năm 2023, giải thưởng đầu tiên trong sự nghiệp của anh.

#### 2024
Vào ngày 8 tháng 2 năm 2024, García đã ký hợp đồng hai năm trị giá 14 triệu đô la với Rangers để tránh giải quyết đàm phán bằng trọng tài hợp đồng.

## Đời sống cá nhân
Anh trai của anh là Adonis García cũng từng là cầu thủ bóng chày chuyên nghiệp.
García trong một cuộc phỏng vấn, lí giải rằng biệt danh "El Bombi" của anh là do một người bạn thời thơ ấu đặt cho vì thấy đầu anh trông như hình một bóng đèn dây tóc (el bombillo trong tiếng Tây Ban Nha).
García là cha đỡ đầu cho con gái của đồng hương Randy Arozarena. Arozarena, người đã vượt biên khỏi Cuba một năm trước García và cũng đã ký hợp đồng hạng dưới đầu tiên với Cardinals, đã mô tả García là "giống như anh trai tôi" vào tháng 7 năm 2023.